# Antal Biró
Antal Biró, né en 1907 à Pozsony (aujourd'hui Bratislava) et mort en 1990, est un peintre.

## Biographie
Antal Biró naît en 1907 à Pozsony.
Il étudie à l'académie des beaux-arts de Budapest puis à l'Académie hongroise de Rome dont il est boursier. Il arrive en France en 1932.
Antal Biró meurt en 1990

## Travail
Les couleurs franches et fraîches servent de point de départ à son œuvre, et commandent le rythme informel qui semble s'élaborer en toute liberté. La lumière qui se dégage de ces toiles donne une impression de grande sérénité.